# Лушань (Цзюцзян)
Луша́нь (кит. упр. 庐山, пиньинь Lúshān) — городской уезд городского округа Цзюцзян провинции Цзянси (КНР).

## История
Во времена империи Сун в 978 году из уезда Дэхуа был выделен уезд Синцзы (星子县).
6 сентября 1949 года был образован Специальный район Цзюцзян (九江专区), и уезд вошёл в его состав. В 1970 году Специальный район Цзюцзян был переименован в Округ Цзюцзян (九江地区). 27 июля 1983 года город Цзюцзян и округ Цзюцзян были объединены в городской округ Цзюцзян.
В мае 1984 года был упразднён район Лушань, а вместо него образована Лушаньская туристическая зона провинции Цзянси (江西省庐山风景名胜区管理局). 
Постановлением Госсовета КНР от 20 марта 2016 года уезд Синцзы был расформирован, а на землях бывшего уезда Синцзы и Лушаньской туристической зоны провинции Цзянси был создан городской уезд Лушань.

## Административное деление
Городской уезд делится на 9 посёлков и 1 волость.